# Hamura
Hamura (Japans: 羽村市, Hamura-shi) is een stad (shi) in de Japanse prefectuur Tokio. Het totale gebied beslaat 9,91 km² en begin 2011 had de stad bijna 57.000 inwoners.
De rivier Tama stroomt van noordwest naar zuidwest door de stad.

## Geschiedenis
Het gebied van het huidige Hamura is al bewoond sinds de prehistorie en er zijn diverse vondsten uit de Jomon, Yayoi en Kofun-periodes.
In Hamura begint de Tamagawa Josui, een kunstmatige waterloop uit 1653 om (drink)water van de rivier de Tama naar Edo te transporteren.
Op 1 november 1991 werd Hamura een stad (shi).

## Economie
Hamura is een regionaal handelscentrum en een slaapstad voor Tokio. Enkele elektronicabedrijven hebben lichte industriële en logistieke centra in Hamura. Hino Motors en Toyota hebben een fabriek en testbaan in Hamura.

## Verkeer
Hamura ligt aan de Ome-lijn van de East Japan Railway Company.
Hamura ligt aan de Ken-O-autosnelweg, de nationale autoweg 16 en aan de prefecturale wegen 29, 163, 166, 167, 180, 249 en 250.

## Aangrenzende steden
- Ome
- Fussa
- Akiruno

## Geboren in Hamura
- Shizuka Kudo (工藤 静香, Kudō Shizuka), zangeres
- Yuzo Kobayashi (小林 祐三, Kobayashi Yuzo), voetballer